# Sieciechowice (Cracovie)
Pour l’article homonyme, voir Sieciechowice (Tarnów).
Sieciechowice est une localité polonaise de la gmina d'Iwanowice, située dans le powiat de Cracovie en voïvodie de Petite-Pologne.